# Benz Prinz-Heinrich-Wagen
Il nome Benz Prinz-Heinrich identifica una famiglia di autovetture di lusso, utilizzate soprattutto in ambito agonistico e prodotte dal 1908 al 1912 dalla Casa automobilistica tedesca Benz & Cie.

## Storia e caratteristiche
La storia delle Prinz Heinrich Wagen o Rennwagen, va fatta risalire ad un personaggio particolare, ossia il principe Enrico di Prussia, fratello dell'imperatore Guglielmo II di Germania, nonché grande appassionato di corse automobilistiche. La sua passione era tale da indurlo ad istituire una gara automobilistica intitolata a sé stesso, ossia la Prinz-Heinrich Fahrt (in tedesco = gara del Principe Enrico). Prima della nascita di questa nuova manifestazione, comunque, il principe Enrico ebbe già modo di cimentarsi in altre gare, sempre con vetture Benz. La Casa di Mannheim, vista l'eccellenza del cliente, cominciò a sua volta a costruire una serie di vetture intitolate al principe e che potesse essere utilizzata proprio in queste gare.

Nel corso dei quattro anni compresi tra il 1908 ed il 1912, quindi, vennero costruiti vari modelli intitolati al principe Enrico ed alla sua gara. Tali modelli furono utilizzati in gara, ma anche su strada: all'epoca, infatti, le vetture che partecipavano alle gare erano di solito le stesse con cui il pilota usciva di casa per recarsi alla gara stessa. 

I modelli principali costituenti la serie di vetture Prinz-Heinrich-Wagen  erano quelli della fascia di lusso, ed avevano cilindrate comprese tra i 5.7 ed i 7.5 litri, con potenze massime comprese tra 80 e 115 CV. Le velocità di punta erano tutte intorno ai 130 km/h. Sono esistite però anche delle Prinz-Heinrich-Wagen di cilindrata minore, tra 2.4 e 3.2 litri.

Per tutti, però, le caratteristiche tecniche generali erano le stesse: il motore era un quadricilindrico biblocco alimentato a carburatore, con distribuzione a valvole laterali disposte a T, mosse da due assi a camme.

Dal punto di vista telaistico, le Prinz-Heinrich-Wagen nascevano su una piattaforma in lamiera d'acciaio stampato, con sospensioni ad assale rigido e molle a balestra. I freni erano a ceppi sull'albero di trasmissione, con freno a mano a ganasce sul retrotreno. 

Il cambio era a 4 marce, con frizione a cono con guarnizioni d'attrito in cuoio.